# Metazygia voluptifica
Metazygia voluptifica är en spindelart som först beskrevs av Eugen von Keyserling 1892.  Metazygia voluptifica ingår i släktet Metazygia och familjen hjulspindlar. Inga underarter finns listade i Catalogue of Life.